# Marlon Vera
Marlon Vera (Chone, 2 de dezembro de 1992) é um lutador profissional de artes marciais mistas equatoriano, que atualmente compete pelo UFC na categoria dos galos.

## Carreira no MMA

### UFC
Vera fez sua estreia na organização contra Marco Beltrán em 15 de Novembro de 2014 no UFC 180: Werdum vs. Hunt. Ele perdeu via decisão unânime.
Na sua segunda luta, Verá enfrentou Roman Salazar em 8 de Agosto de 2015 no UFC Fight Night 73. Ele venceu a luta via finalização no segundo round.
Vera enfrentou Davey Grant em 27 de Fevereiro de 2016 no UFC Fight Night 84. Vera perdeu via decisão unânime.
Vera foi o substituto de Henry Briones para enfrentar Brad Pickett em 18 de Março de 2017 no UFC Fight Night 107. Devido à falta de tempo de preparação para o confronto, a luta foi no peso casado de 140 lbs (63kg). Ele venceu via Nocaute técnico no terceiro round, o que lhe rendeu o bônus de performance da noite.
Vera enfrentou Brian Kelleher em 22 de julho de 207 no UFC on Fox 25. E venceu via finalização no primeiro round.
Vera enfrentou John Lineker em 28 de Outubro de 2017 no UFC Fight Night 119. Ele perdeu via decisão unânime.
Vera enfrentou o Brasileiro Douglas de Andrade em 3 de fevereiro de 2018 no UFC Fight Night 125. Ele perdeu via decisão unânime.
Vera enfrentou Wuliji Buren em 8 de Agosto de 2018 no UFC 227. Ele venceu vi nocaute técnico no segundo round. 
Vera enfrentou Guido Cannetti em 17 de Novembro de 2018 no UFC Fight Night 140. Ele venceu via finalização no segundo round.
Vera enfrentou Frankie Saenz em 23 de Março de 2019 no UFC Fight Night 148. Vera venceu nocaute técnico no primeiro round. 
Vera enfrentou Nohelin Hernandez em 6 de Julho de 2019 no UFC 239: Jones vs. Santos. Ele venceu via finalização no segundo round.

## Cartel no MMA
| Cartel no MMA   |             |            |
| 29 lutas        | 20 vitórias | 8 derrotas |
| Por nocaute     | 8           | 0          |
| Por finalização | 8           | 0          |
| Por decisão     | 4           | 8          |
| Empates         | 1           | 1          |

| Res.    | Cartel | Oponente                 | Método                                    | Evento                                  | Data       | Round | Tempo | Local                   | Notas                                                       |
| ------- | ------ | ------------------------ | ----------------------------------------- | --------------------------------------- | ---------- | ----- | ----- | ----------------------- | ----------------------------------------------------------- |
| Derrota | 21-9-1 | Sean O’Malley            | Decisão (unânime)                         | UFC 299: O'Malley vs. Vera 2            | 09/03/2024 | 5     | 5:00  | Miami, Flórida          | Pelo Cinturão Peso Galo do UFC.                             |
| Vitória | 21-8-1 | Pedro Munhoz             | Decisão (unânime)                         | UFC 292: Sterling vs. O'Malley          | 19/08/2023 | 3     | 5:00  | Boston, Massachusetts   |                                                             |
| Derrota | 20-8-1 | Cory Sandhagen           | Decisão (dividida)                        | UFC on ESPN: Vera vs. Sandhagen         | 25/03/2023 | 5     | 5:00  | San Antonio, Texas      |                                                             |
| Vitória | 20-7-1 | Dominick Cruz            | Nocaute (chute na cabeça)                 | UFC on ESPN: Vera vs. Cruz              | 13/08/2022 | 4     | 2:17  | San Diego, California   | Performance da Noite.                                       |
| Vitória | 19-7-1 | Rob Font                 | Decisão (unânime)                         | UFC on ESPN: Font vs. Vera              | 30/04/2022 | 5     | 5:00  | Las Vegas, Nevada       | Luta em Peso Casado; Fonte não bateu o peso; Luta da Noite. |
| Vitória | 18-7-1 | Frankie Edgar            | Nocaute (chute frontal)                   | UFC 268: Usman vs. Covington 2          | 06/11/2021 | 3     | 3:50  | Nova Iorque             | Performance da Noite.                                       |
| Vitória | 17-7-1 | Davey Grant              | Decisão (unânime)                         | UFC on ESPN: The Korean Zombie vs. Ige  | 19/06/2021 | 3     | 5:00  | Las Vegas, Nevada       | Luta do Noite                                               |
| Derrota | 16-7-1 | José Aldo                | Decisão (unânime)                         | UFC Fight Night: Thompson vs. Neal      | 19/12/2020 | 3     | 5:00  | Las Vegas, Nevada       |                                                             |
| Vitória | 16-6-1 | Sean O’Malley            | Nocaute Técnico (cotoveladas e socos)     | UFC 252: Miocic vs. Cormier 3           | 15/08/2020 | 1     | 4:40  | Las Vegas, Nevada       | Retorno aos Galos.                                          |
| Derrota | 15-6-1 | Song Yadong              | Decisão (unânime)                         | UFC on ESPN: Overeem vs. Harris         | 16/05/2020 | 3     | 5:00  | Jacksonville, Flórida   | Retorno aos Penas; Luta da Noite.                           |
| Vitória | 15-5-1 | Andre Ewell              | Nocaute Técnico (socos)                   | UFC Fight Night: Joanna vs. Waterson    | 12/10/2019 | 3     | 3:17  | Tampa, Flórida          | Performance da Noite.                                       |
| Vitória | 14-5-1 | Nohelin Hernandez        | Finalização (mata leão)                   | UFC 239: Jones vs. Santos               | 06/07/2019 | 2     | 3:25  | Las Vegas, Nevada       |                                                             |
| Vitória | 13-5-1 | Frankie Saenz            | Nocaute Técnico (socos)                   | UFC Fight Night: Thompson vs. Pettis    | 23/03/2019 | 1     | 1:25  | Nashville, Tennessee    |                                                             |
| Vitória | 12-5-1 | Guido Cannetti           | Finzalização (mata leão)                  | UFC Fight Night: Magny vs. Ponzinibbio  | 17/11/2018 | 2     | 1:31  | Buenos Aires            |                                                             |
| Vitória | 11-5-1 | Wuliji Buren             | Nocaute Técnico (soco no corpo)           | UFC 227: Dillashaw vs. Garbrandt II     | 04/08/2018 | 2     | 4:53  | Los Angeles, Califórnia |                                                             |
| Derrota | 10-5-1 | Douglas Silva de Andrade | Decisão (unânime)                         | UFC Fight Night: Machida vs. Anders     | 03/02/2018 | 3     | 5:00  | Belém, Pará             |                                                             |
| Derrota | 10-4-1 | John Lineker             | Decisão (unânime)                         | UFC Fight Night: Brunson vs. Machida    | 28/10/2017 | 3     | 5:00  | São Paulo               |                                                             |
| Vitória | 10-3-1 | Brian Kelleher           | Finalização (chave de braço)              | UFC on Fox: Weidman vs. Gastelum        | 22/07/2017 | 1     | 2:18  | Uniondale, Nova Iorque  |                                                             |
| Vitória | 9-3-1  | Brad Pickett             | Nocaute Técnico (chute na cabeça e socos) | UFC Fight Night: Manuwa vs. Anderson    | 18/03/2017 | 3     | 3:50  | Londres                 | Luta em Peso casado (140 lbs); Performance da Noite.        |
| Vitória | 8-3-1  | Ning Guangyou            | Decisão (unânime)                         | UFC Fight Night: Whittaker vs. Brunson  | 27/11/2016 | 3     | 5:00  | Melbourne               | Luta nos penas.                                             |
| Derrota | 7-3-1  | Davey Grant              | Decisão (unânime)                         | UFC Fight Night: Silva vs. Bisping      | 27/02/2016 | 3     | 5:00  | Londres                 |                                                             |
| Vitória | 7-2-1  | Roman Salazar            | Finalização (triangulo)                   | UFC Fight Night: Teixeira vs. St. Preux | 08/08/2015 | 2     | 2:15  | Nashville, Tennessee    | Performance da Noite.                                       |
| Derrota | 6-2-1  | Marco Beltrán            | Decisão (unânime)                         | UFC 180: Werdum vs. Hunt                | 15/11/2014 | 3     | 5:00  | Cidade do México        | Estreia no UFC.                                             |
| Vitória | 6-1-1  | D'Juan Owens             | Finalização (chave de calcanhar)          | Inka FC 24                              | 23/10/2013 | 1     | 1:54  | Lima                    |                                                             |
| Derrota | 5-1-1  | Bruno Leandro Lobato     | Decisão (unânime)                         | Inka FC 23                              | 24/08/2013 | 3     | 5:00  | Lima                    |                                                             |
| Empate  | 5-0-1  | Fábio Bispo              | Empate                                    | Inka FC 22                              | 29/06/2013 | 3     | 5:00  | Lima                    |                                                             |
| Vitória | 5-0    | Luis Roberto Herrera     | Decisão (unânime)                         | FMP 16                                  | 25/05/2013 | 1     | 1:50  | Chihuahua               |                                                             |
| Vitória | 4-0    | Joel Iglesias            | Nocaute (cotoveladas)                     | 300 Sparta                              | 24/04/2013 | 1     | 4:04  | Lima                    |                                                             |
| Vitória | 3-0    | Javier Umana Munoz       | Finalização (triângulo)                   | Ultimate Combat Challenge 13            | 12/10/2012 | 2     | 4:44  | Cidade do Panamá        |                                                             |
| Vitória | 2-0    | Cesar Moreno             | Decisão (unânime)                         | Samurai FC 7 - Peace and War            | 18/07/2012 | 3     | 5:00  | Quito                   |                                                             |
| Vitória | 1-0    | Jack Guzman              | Finalização (triângulo)                   | EMMA 2 - Extreme FC: Conflicto          | 20/02/2012 | 1     | 0:00  | Santa Elena             |                                                             |